# Schiffssetzung Stenhed

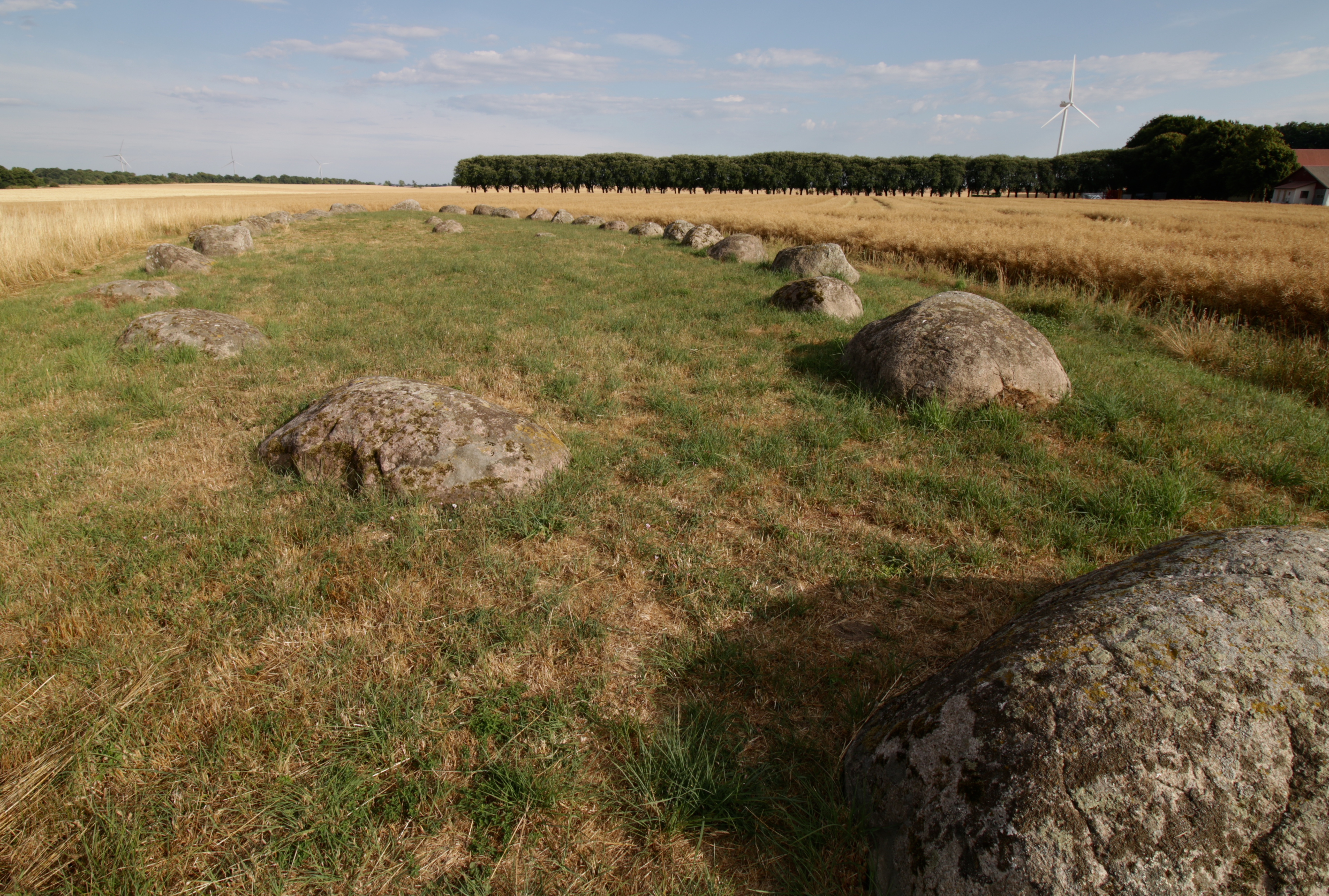
Schiffssetzung Stenhed

Die Schiffssetzung Stenhed (gelegentlich fälschlich als Steinkreis bezeichnet) liegt in Östra Herrestad, westlich der Orte Gärsnäs und Simrishamn in der schwedischen historischen Provinz Schonen.
Nicht zu verwechseln mit Stenehed bei Munkedal, wo sich ebenfalls eine Schiffssetzung (ein Domarring und eine Steinreihe) befinden.
Die Schiffssetzung ist etwa 50 m lang, 14 m breit und besteht aus 30 gleichmäßig hohen, meist jedoch liegenden, äußeren Steinen und drei mittig auf der Längsachse liegenden.
Die Schiffssetzung befindet sich etwa mittig zwischen Ales stenar und dem Grab von Kivik. Sie ist, wie Ales stenar, von Nordwesten nach Südosten gerichtet und soll als Sonnenkalender verwendet worden sein.